# Макклюр, Дейв
Дейв Макклюр (род. 1966 год, Западная Виргиния, США) — американский предприниматель и частный венчурный инвестор. Основатель венчурного фонда и стартап-акселератора 500 Startups, его CEO до середины 2017 года.

## Ранние годы
Дейв родился и вырос в Западной Виргинии (США). Окончил Университет Джонса Хопкинса в 1988 году со степенью бакалавра в области математических наук.

## Карьера
В 1994 году Дейв основал Aslan Computing. В 1998 году продал компанию Servinet/Panurgy. После он работал консультантом по технологиям в Microsoft, Intel и других высокотехнологичных компаниях. Также был директором по маркетингу в PayPal в 2001—2004 годах. В 2005—2006 годах занимал должность маркетингово директора в Simply Hired.
После уволнения из Paypal, Дейв стал частным стартап-инвестором. Он инвестировал в более 15 интернет-стартапов, включая платформу монетизации виртуальных товаров и платежей Jambool (приобретенная компанией Google в 2010 году) и каталог онлайн-обучения США TeachStreet (приобретенная Amazon в 2011 году). Летом 2009 года Дейв занимал должность директора по инвестициям в Facebook fbFund (совместное предприятие инкубатора/ускорителя с крупными венчурными компаниями Founders Fund и Accel Partners), которое обеспечило начальный капитал для стартапов с использованием платформ Facebook Platform и Facebook Connect.
В 2010 году Дейв основал венчурный фонд и стартап-акселератор 500 Startups.
Дейв привлек внимание к его блогу 500 Hats (по состоянию на 2011 год один из десяти самых читаемых блогов по венчурному финансированию) как один из «бизнес-ангелов», участвовал в полемике с Angelgate.
В 2017 году в Нью-Йорк таймс вышла статья о сексуальных домогательствах в 500 Startups со стороны Дейва Макклюра. Там было описано, что он отправлял сексуально неприемлемые сообщения женщине-инвестору, которая искала работу в его компании. После этой публикации он оставил свой пост в компании, опубликовав запись под названием «I’m a Creep. I’m Sorry» (рус. «Я ужасен. Простите»). Позже покинул свою должность в компании.